# Georges Delaroche
Pour les articles homonymes, voir Delaroche.
Georges Delaroche, né le 12 janvier 1902 au Mans et mort le 9 novembre 1968 dans cette même ville, à 66 ans, est un pilote automobile français ayant couru essentiellement en endurance durant les années 1920 et la première moitié des années 1930. 

## Biographie
La carrière de Georges Delaroche en sport automobile s'étale entre 1924 et 1937, successivement sur Chenard et Walcker (1924), Bugatti (1928 à 1932), et Riley Motor (1933 à 1935, marque pour laquelle il sera pilote d'usine lors des deux dernières années).
En juillet 1928, il est septième du quatrième Grand Prix de la Marne voiturettes et cyclecars à Reims, avec une Bugatti T37. En 1930, il doit abandonner au Grand Prix de Dieppe en juillet (sur Bugatti T35C), comme lors du deuxième tour du Grand Prix de l'A.C.F. en septembre (encore sur 35C, l'épreuve étant disputée à Pau).
Il dispute à six reprises les 24 Heures du Mans entre 1924 (à 22 ans) et 1935. Dès sa première apparition, il est premier de la classe 1,5 L, bien qu'ayant parcouru une distance insuffisante pour être classé. En 1932, il termine sixième de l'épreuve sur Bugatti et deuxième dans cette même classe, puis, en 1934, il termine second au classement général à treize tours du leader, avec une victoire de catégorie 1,5 L sur Riley. Son équipier est alors Jean Sébilleau (de), avec lequel Delaroche dispute cinq éditions consécutives de l'épreuve mancelle de 1931 à 1935 (Sébilleau étant leur directeur d'écurie jusqu'en 1933, Riley Motor Co Ltd. engageant officiellement les deux hommes en 1933 et 1934, sur des versions Nine de la marque). 
En 1954, Georges Delaroche fait une réapparition succincte lors du RAC Tourist Trophy, avec Fernand Tavano dans la Ferrari 500 TRC de ce dernier.

## Galerie

Exemple de Riley Nine 6/12 MPH Racing 1,5 L des années 1934/1935
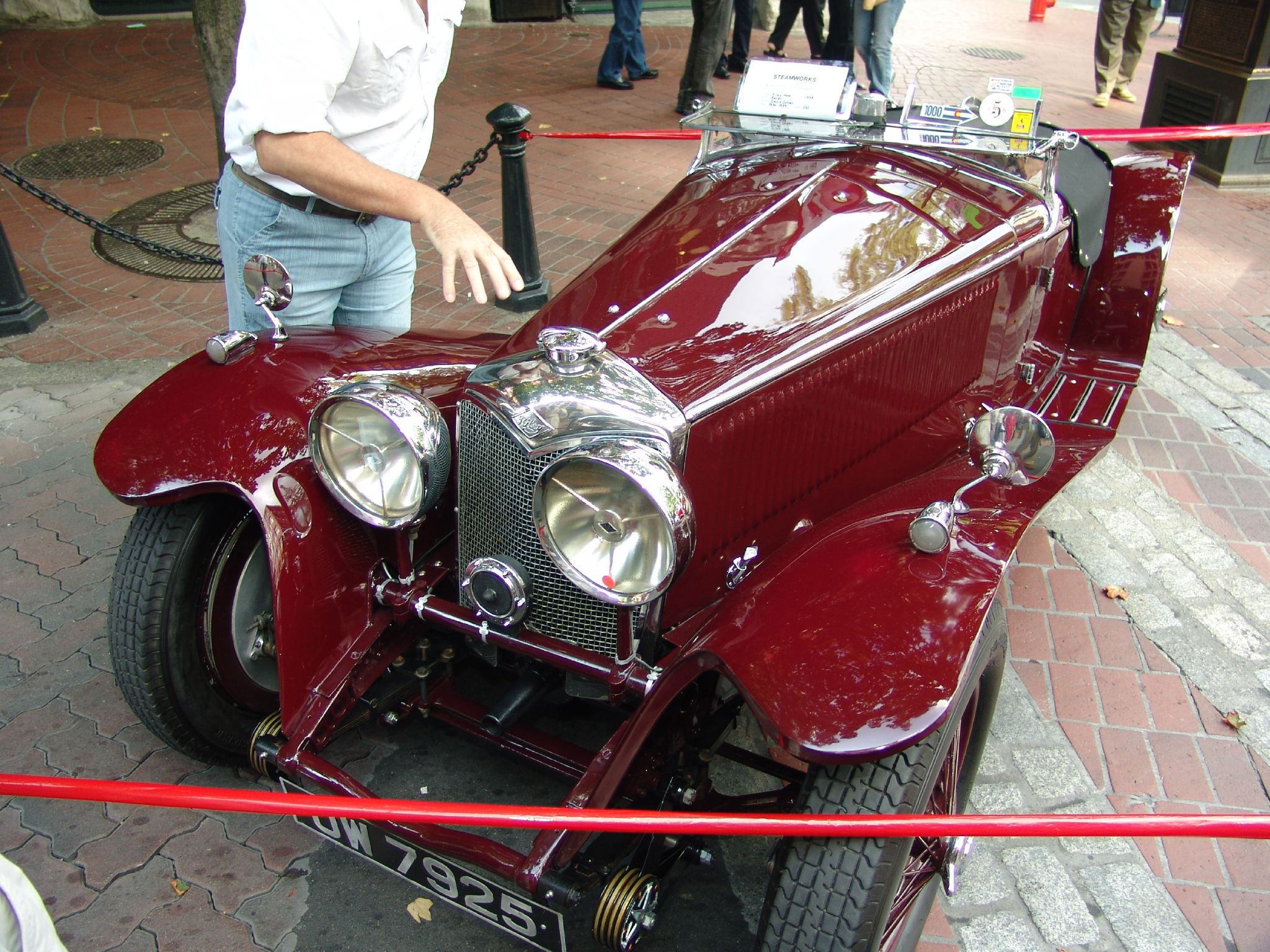
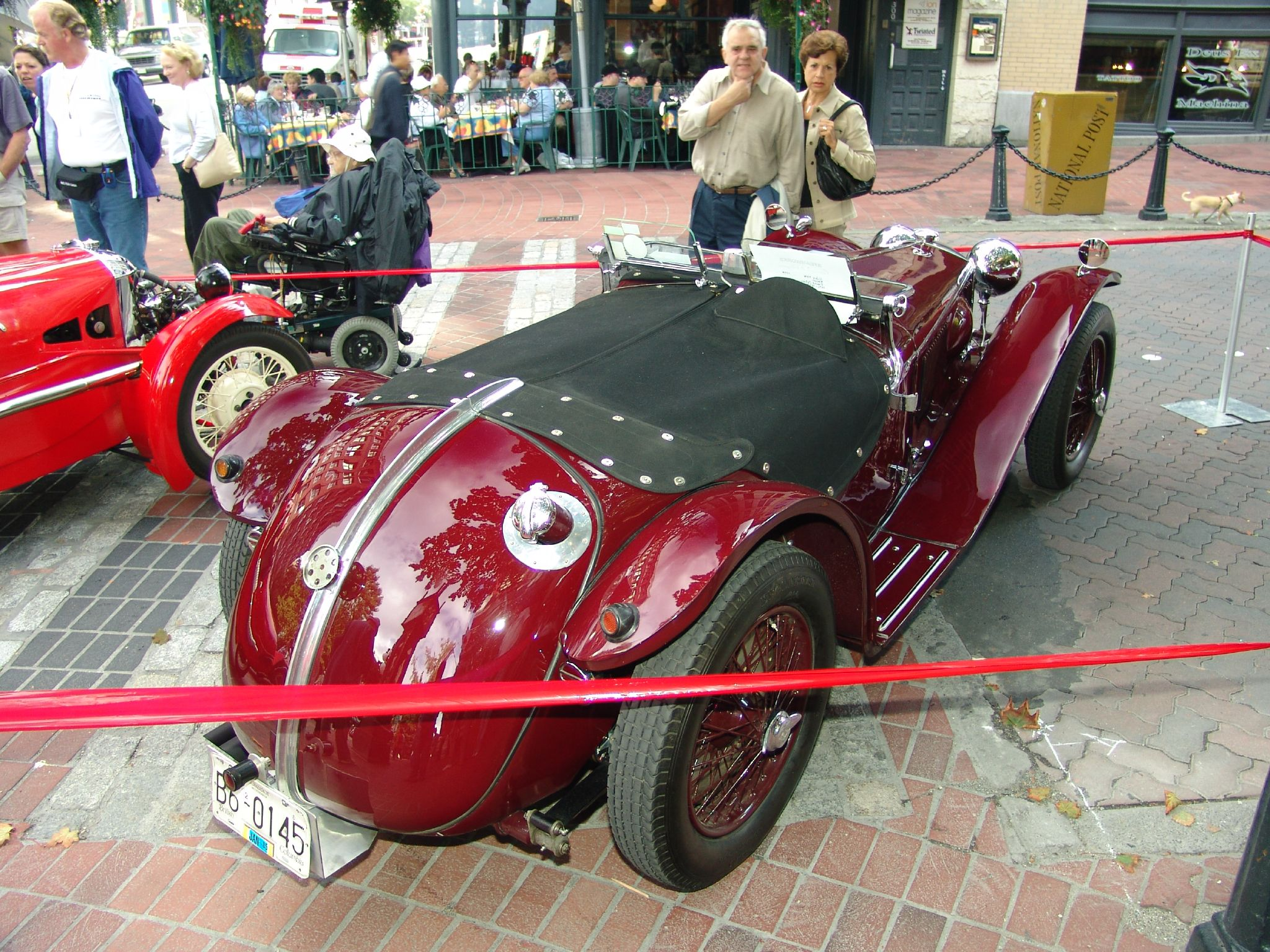
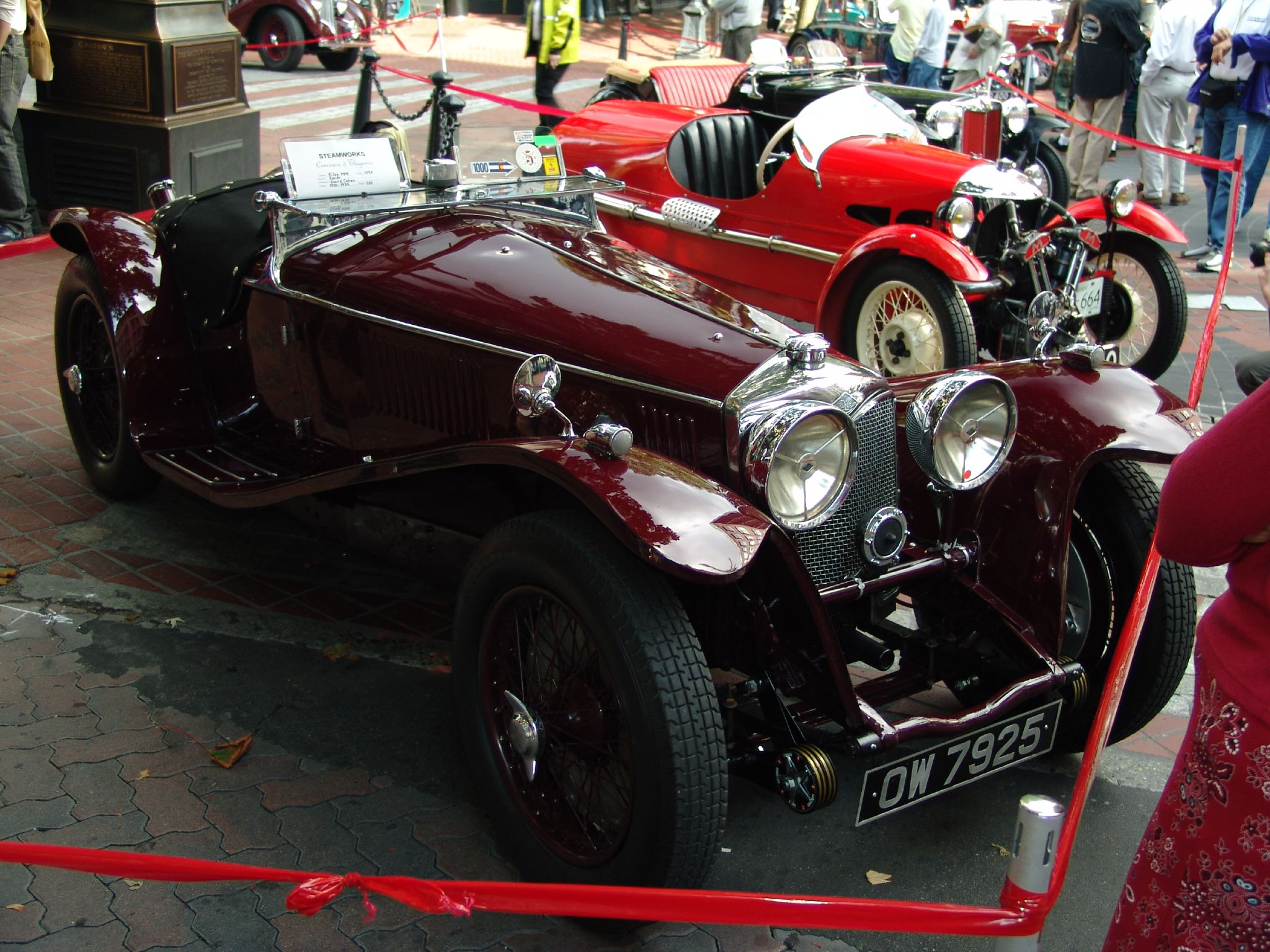